# Осада Люксембурга (1684)
Осада Люксембурга была предпринята 27 апреля — 7 июня 1684 года французской армией маршала Креки в ходе Войны присоединений.

## Подготовка
В ходе осуществления политики присоединений Французское королевство заявило претензии на сюзеренитет над принадлежавшими испанскому королю герцогством Люксембург и графством Шини и в 1682 году ввело на эти территории войска. Тогда военного конфликта удалось избежать, но из-за отказа Испании удовлетворить французские требования в следующем году между двумя странами началась война.
Кампания 1684 года в Нидерландах началась опустошительными набегами маркиза де Буфлера и графа де Монталя, которые сожгли множество населенных пунктов, дойдя до ворот Монса и Брюсселя. Маршал Креки в январе отрезал сообщение Люксембурга с Брюсселем, расположив к северу от города армию для прикрытия осады. В марте маршал д'Юмьер подверг жестокой бомбардировке Ауденарде. В нескольких крепостях, в особенности в тех, что стояли на Мозеле, шла подготовка к крупной операции.
Ранней весной Людовик XIV покинул Версаль и прибыл в Конде, где была собрана сорокатысячная армия, и в глубокой тайне занимался подготовкой к осаде Люксембурга, одной из сильнейших крепостей Европы. Высшие офицеры, назначенные для ведения осады, с 23 по 26 апреля прибывали в Верден. Креки, который приехал туда заранее, 26 апреля отправился с двумя батальонамм Королевского пехотного полка в Соленкур, где соединился с Руссильонским кавалерийским полком, 27-го прибыл в Реон под Лонви, 28-го, присоединив к своим силам батальон полка Бурбонне и Королевский Руссильонский полк, он подошел к Люксембургу, где встретился с генерал-лейтенантом маркизом де Ламбером, подошедшим со стороны Арлона с полком драгун короля, и маркизом де Ранти, прибывшим из района Эстревана и Гревенмахера с драгунским полком Монлюка, кавалерийским Эдикура и пехотными Руэргским, Гамильтона и Бургундским. Шевалье де Гурне привел из Тьонвиля кавалерийский полк Таллара и пехотные Наваррский, Морской и Тюренна. В тот же день были распределены осадные участки и началось формирование артиллерийского парка.

## Начало осады
29 апреля началось возведение редутов и циркумвалационных линий по высотам Бамбаха и Лапласа и землям Мельской юстиции, для чего взяли по сто человек из каждого батальона. В тот же день в осадный лагерь прибыли полки Лангедокский, Суассонский, Вермандуа, Коронный и Лаферте. 30-го для сооружения линий начали использовать крестьян из Трех епископств и области за Маасом, собрав около 12 тысяч человек. Тогда же подошли драгунские полки Ларока и Асфельда, батальон Лионского полка и четыре роты канониров.
1 мая прибыл полк королевы, 2-го подвезли снаряжение и провизию. Полк Ларока был отведен на Бамбахские высоты, где закончилось сооружение редутов; в дальнейшем он охранял главную квартиру, ежедневно направляя батальон для удержания редутов. С 4 по 7 мая продолжались работы на линиях и началось сооружение моста для коммуникаций. Тяжелые орудия и прочие артиллерийские парки прибыли с батальонами полков Овернского и Конти. 5-го в лагерь приехали принцы Конти и Ла-Рош-сюр-Йон.
В это время король находился в Конде со своей армией, командование которой было поручено маршалу Шомбергу. Генерал-лейтенантами были герцог дю Люд, граф Овернский, герцог де Вильруа, принц де Субиз, маркиз де Буфлер, кампмаршалами герцог Вандомский, пфальцграф Биркенфельдский и граф де Шуазёль. Когда Люксембург был обложен, король послал туда армейский корпус шевалье де Тийяде и маркиза д'Юкселя; Монталь, Латрус и Буфлер были направлены с отрядом, чтобы воспрепятствовать голландцам и испанцам подать помощь осажденным. Было налажено продовольственное обеспечение из Вердена, Тьонвиля, Лонви и Меца; большое число кораблей было собрано для ежедневного подвоза фуража. Из цитадели Меца доставили пушки, мортиры, снаряжение и большое количество мешков с землей, в чем была большая нужда, так как крепостной гласис находился на скале.

## Крепость
Люксембургская крепость была выстроена на скале, почти целиком окруженной рекой Альзетте. Со стороны реки скала была крайне обрывистой, таким образом естественное положение Люксембурга облегчало его защиту и с речной стороны город был слабо укреплен. Западная часть, не окруженная рекой, была защищена четырьмя вырубленными в скале бастионами с очень глубокими рвами. Перед бастионами располагались контргарды и равелины, также вырубленные в скале, а перед этими сооружениями находились два прикрытых пути, два гласиса и четыре редута каменной кладки в выступающих углах контрэскарпа, который защищал первый из прикрытых путей.
Атаковать крепость было возможно только с этого направления, в северной части которого находились новые ворота, в месте, где река начинала отклоняться от города. Проходившая там служебная дорога позволяла приблизиться к контрэскарпу; на этом участке осаждавшие и проложили траншею.
Гарнизон был довольно крупным, часть соллат укрывалась в Люксембурге от преследования за преступную деятельность. Губернатор князь де Шиме помимо исполнения служебного долга имел и личный интерес в обороне крепости, так как купил наследственное губернаторство у короля Испании за 800 000 экю и получал 50 000 ливров ренты с провинции Люксембург.

## Диспозиция
Вобан в течение целого дня рекогносцировал укрепления, добравшись до первого контрэскарпа, обнаружил слабые места и предложил проект ведения осады. Маршал Креки распределил войска по осадным участкам. Главная квартира расположилась от высоты Банбах до деревни Мель. Генерал-лейтенантами были граф де Сен-Жеран и маркиз де Ламбер, кампмаршалами граф де Брольо и шевалье де Тийяде, бригадирами пехоты герцог де Лаферте и месье де Жоссо, бригадирами кавалерии граф де Таллар и месье де Роквьель. Кавалерией осадной армии командовал маркиз де Монревель. На участке главной квартиры располагались 9 батальонов, 8 эскадронов и рота кадет.
Участок генерал-лейтенанта графа дю Плесси — от Линсинга до высоты, принадлежавшей аббатству Бонвуа. 10 батальонов и 7 эскадронов, кампмаршалы Эрлах и Рюбантель, бригадир кавалерии Лавалет, бригадиры пехоты Реффюж и маркиз де Неель.
Участок генерал-лейтенанта маркиза де Жанлиса — от высоты Бовуа до реки Альзетте, протекавшей у деревни Ан. 6 батальонов, кампмаршал граф де Гурне, бригадир пехоты маркиз де Кренан.
Участок генерал-лейтенанта маркиза де Жуайёза — от реки Альзетте у деревни Ан до Оселя. 5 батальонов, 7 эскадронов, кампмаршалы маркиз де Ранти и маркиз д'Юксель, бригадиры кавалерии Ривароль и Мелак, бригадиры пехоты Мортон и Момон.
Артиллерийский парк под командованием генерал-лейтенанта маркиза де Лафрезельера: 2 батальона фузилеров, бомбардирская рота, 2 драгунских эскадрона, кадетские роты из Меца и Лонви (300 человек). Для прикрытия была направлена кавалерия кампмаршала Лангаллери (18 эскадронов).

## Осада

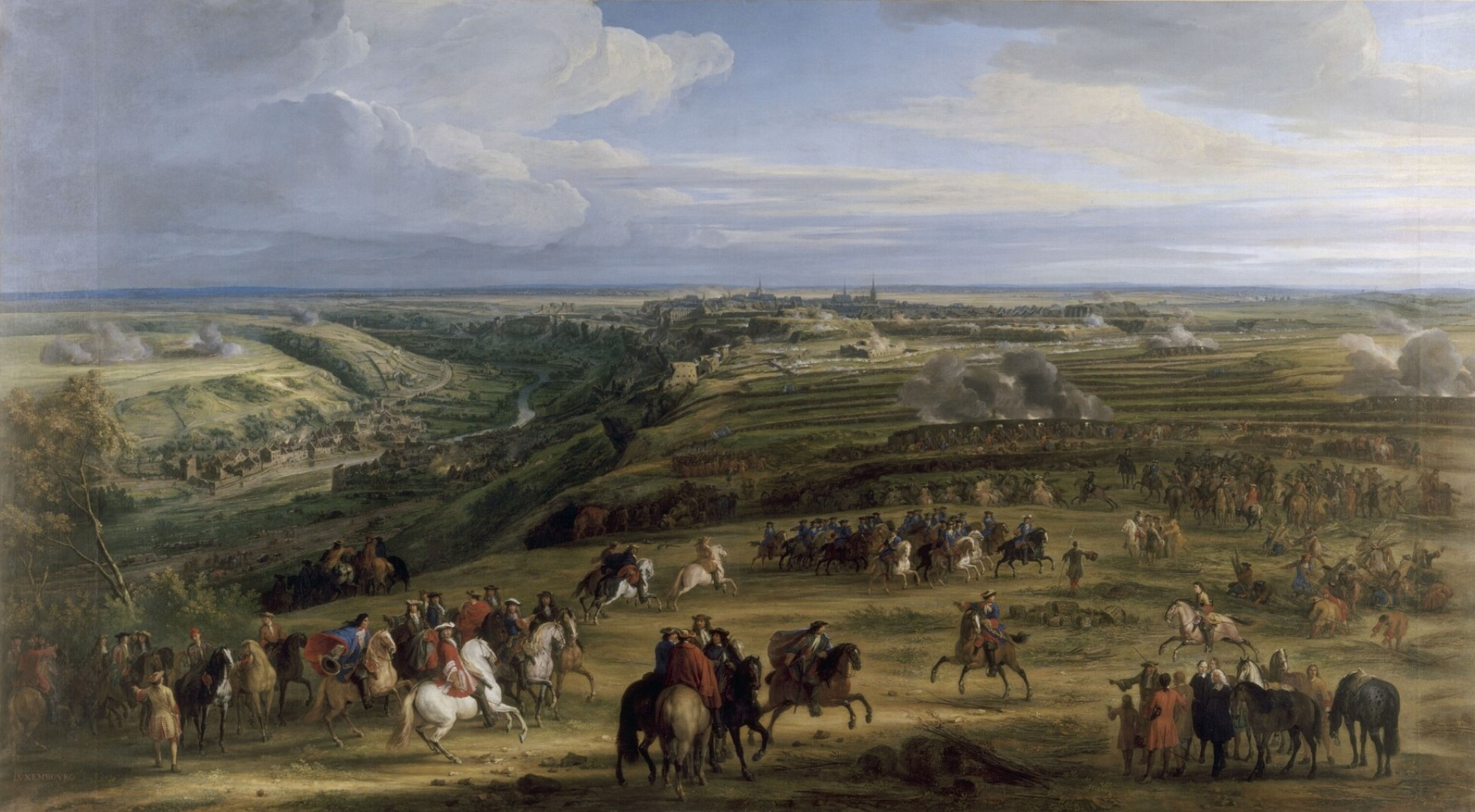

Военные действия начались 1 мая с вылазки губернатора принца де Шиме с несколькими эскадронами. Выступивший для ее отражения со своим полком бригадир Роквьель наткнулся на большую канаву и был ранен в руку во время сильной перестрелки. Монревель возглавил полк Шомберга и попытался отрезать неприятеля, но также был ранен, а испанцы вернулись в город.
Ночью с 8 на 9 мая осаждающие открыли траншею. Циркумвалационная линия была проведена до речной долины, чтобы осажденные не могли помешать продвижению апрошей. Вобан наметил два направления атаки, соединенных тремя параллелями, и несколько ложных пунктов атаки. Началась установка трех батарей: перед пригородом Пасендаль, со стороны реки и по фронту, всего 7 33-фунтовых и 31 24-фунтовое орудие. Также была установлена батарея из 12 мортир. Утром испанцы устроили новую вылазку, отраженную частями Таллара.
На рассвете 10 мая батареи начали обстрел. Вражеская батарея из 10 орудий на кавальере была подавлена, в самом кавальере проделана брешь и в 4 часа дня французы начали обстрел бомбами. Осажденные сожгли часть Пасендаля и вели сильный ответный огонь. Французы проложили ходы сообщения в тридцати шагах от первого прикрытого пути, окружавшего крепость. Была установлена пятая батарея из 33-фунтовых и 24-фунтовых орудий. Бомбардировка продолжалась всю ночь.
Ночью 12/13 мая осадные работы продвинулись на расстояние в тридцать шагов от рва со стороны Тьонвильских ворот, где поставили батарею из пяти орудий с задачей разрушить ворота Пасендаля. Осаждающие овладели церковью на высоте между Громпом и Пасендалем и разместили там 150 солдат.
13-го при атаке гласиса прикрытого пути был убит маркиз д'Юмьер, единственный сын маршала, а также погибли 50 солдат, несколько офицеров и 60 солдат были ранены.

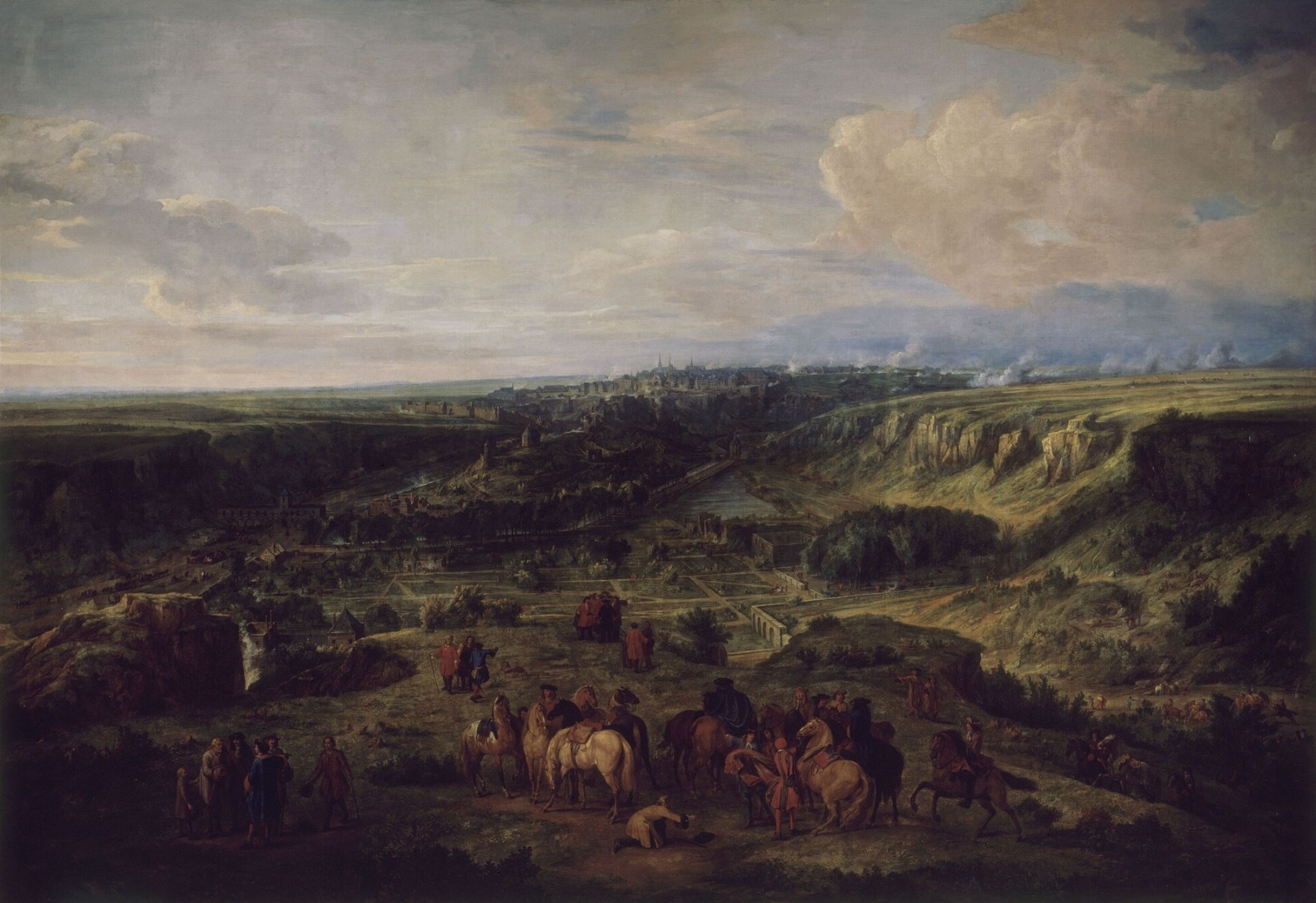

С 14 мая началось взаимное минирование и борьба в подземных ходах. Осажденные подводили тоннели под позиции атакующих и обрушивали их взрывами мин, а артиллерия крепостных редутов вела сильный обстрел. 16-го мина разрушила стену контрэскарпа, рухнувшую в ров, и французы оборудовали на этом месте ложемент. 18 мая они проникли в подземный ход у редута Марии, одолели противника в жестоком рукопашном бою, где были ранены британские волонтеры герцоги Графтон и Нортумберленд, и на следующий день взяли редут штурмом. После сильного трехдневного обстрела испанцы в ночь с 20 на 21 мая эвакуировали редут Барлемон, что позволило осаждающим подвести артиллерию ближе к крепостным стенам и начиная с 24-го подвергнуть мощной бомбардировке укрепления в районе главного удара. После упорных боев за линию внешних укреплений под руководством Вобана французы 26-го овладели последним прикрытым путем, хотя мощная мина и нанесла им значительный урон, и на следующий день приступили к осаде контргарда у Барлемона и горнверка. Применяя бомбардировки и минирование, после нескольких штурмов они взяли горнверк, 27-го повредили взрывом мины контргард, который на следующий день взяли штурмом. Испанцы предприняли контратаку и выбили захватчиков, но те успели взорвать укрепления. 29—30 мая осажденным пришлось оставить контргард, и 31-го французы продвинулись до главной крепостной стены. Бои за старый Мюнстерский замок продолжались до 31-го, когда принц де Шиме начал переговоры о капитуляции. Он просил восемь дней, чтобы известить губернатора Нидерландов маркиза де Грану, но Креки ответил, что не желает иметь дела с последним, после чего принц прервал переговоры.
2 июня французы возобновили осадные работы, подвергнув крепость сильнейшему обстрелу и продвинувшись на нескольких направлениях. Бастион старого Мюнстера был разрушен, и батарея из четырех тяжелых орудий начала подготовку к штурму города со стороны Барлемона, проделав брешь в крепостной стене. На следующий день испанцы, испытывавшие недостаток боеприпасов и продовольствия после прошлогодней осады, и опасавшиеся резни в случае взятия города штурмом, были вынуждены возобновить переговоры. 4 июня капитуляция была подписана.
7 июня гарнизон вышел из города через брешь с развернутыми знаменами и под барабанный бой с оружием и обозом, четырьмя орудиями и мортирой. Всего Люксембург покинули около 1300 испанских и валлонских пехотинцев и более 500 кроатов или драгун. Город сдался через 25 дней после открытия траншеи. Губернатором Люксембурга был назначен маркиз де Ламбер.
За время осады французская артиллерия выпустила по городу более 50 тысяч ядер и 7500 бомб. Испанцы потеряли 2700 человек гарнизона убитыми и ранеными, французы, возможно, около 8000. Принц де Ларош-сюр-Йон был ранен ударом камня в живот, маркиз д'Юмьер убит, пехотный полковник граф де Тоннер ранен, бригадир маркиз де Лавалет получил тяжклое ранение в бедро. Были ранены герцог де Шуазёль, видам Ланский, герцоги Графтон и Нортумберленд, лорд Ховард умер от ран, маркиз де Монпеза и маркиз де Бурлемон д'Англюр убиты. Осада обошлась королевской казне примерно в 373 тысячи ливров.

## Последствия
Король получил известие о взятии в Валансьене, после чего вернулся с двором в Версаль, оставив командование маршалу Шомбергу, который встал лагерем у Боссю под Монсом. Затем армия заняла Лессинский лагерь, где усилилась частями, прибывшими из Люксембурга.
Голландцы предложили направить на помощь Испании 8 тысяч человек, но этого было явно недостаточно, чтобы остановить продвижение французов. В свою очередь, Людовик заявил Генеральным штатам, что предпринял осаду Люксембурга, дабы облегчить достижение мира, и если испанцы отдадут герцогство, Франция вернет Куртре и Диксмёйде, срыв там укрепления, и оставит все, взятое с 20 августа, кроме районов Бомона, Бувина и Шиме.
15 августа было подписано Регенсбургское перемирие, ратифицированное 20 сентября. До того как оно было опубликовано, маршал Шомберг направил корпус Шуазёля к Льежу и заставил жителей и капитул подчиниться епископу.
Люксембург, укрепления которого после взятия были перестроены Вобаном, был возвращен Испании по условиям Рисвикского мира в 1697 году.
В ходе осады Люксембурга получили боевое крещение 300 дворян-кадетов, для которых Лувуа создал 9 учебных рот, готовивших младших лейтенантов для кавалерии и пехоты (до этого молодые дворяне проходили обучение только в двух ротах королевских мушкетеров).